# Piedra noche
Piedra noche es una película de drama y fantasía argentina-chilena-española de 2021 dirigida por Iván Fund. Narra la historia de una pareja que atraviesa un duelo por la desaparición de su hijo pequeño y el posible avistamiento de una criatura legendaria, con la cual el niño estaba interesado. Está protagonizada por Maricel Álvarez, Mara Bestelli, Alfredo Castro, Marcelo Subiotto y Jeremías Kuharo.
La película se estrenó mundialmente el 2 de septiembre de 2021 durante el Festival Internacional de Cine de Venecia, mientras que su estreno limitado en las salas de cines de Argentina fue el 27 de enero de 2022.

## Sinopsis
En un pueblo costero llamado Linda Bay, un matrimonio disfruta junto a su hijo de 10 años de un día de playa fuera de la temporada veraniega. Entre los lugareños se rumorea que un monstruo anda dando vueltas por el mar y es el responsable de las mordidas de los cables subterráneos. Una noche, Denis, el hijo de Bruno y Greta, desaparece sin dejar rastro ocasionando un dolor imposible de superar en sus padres. Tiempo después, Sina, una amiga de Greta, viaja al pueblo para ayudarla a empacar las pertenencias de la casa que pusieron en venta, sin embargo, Bruno cree haber visto al monstruo e insiste con que su hijo desaparecido está presente en el lugar.

## Elenco
- Maricel Álvarez como Sina
- Mara Bestelli como Greta
- Alfredo Castro como Genaro
- Marcelo Subiotto como Bruno
- Jeremías Kuharo como Denis

## Recepción

### Comentarios de la crítica
En el agregador de reseñas Rotten Tomatoes, la película posee una aprobación del 80% basado en 5 reseñas, con una puntuación de 7.3/10. Diego Brodersen de Página/12 señaló que «Piedra noche no es un film perfecto y, en sus tramos medios, parece un tanto perdido en el laberinto de la repetición, pero en su búsqueda de senderos novedosos [...] encuentra un espacio para la ternura más inesperada». Pablo De Vita de La Nación destacó que se trata de una película «muy buena», donde Fund propone una narrativa original y en la cual «se distingue por su lograda construcción de personajes». Paraná Sendrós de Ámbito Financiero resaltó que «todo se cuenta de un modo muy sutil, bien cuidado, y tiene excelentes intérpretes»; y «que es lo mejor que Iván Fund ha hecho hasta ahora».
En una reseña para El antepenúltimo mohicano, Mariona Borrull Zapata escribió que «el gran logro del guion original de Santiago Loza a la par de la dirección de Fund, reside justamente en saber detectar los espacios de duda, y esquivarlos, andando con pie firme fuera de aquellos paréntesis de indeterminación». David Pardillos de 20 Minutos concluyó que «quizás el plano más bello e interesante de la película que regala Fund sea el de esa casa de forma diseccionada» y que «sigue haciendo honor al género del que un día fue cuna».

### Premios y nominaciones
| Lista de premios y nominaciones | Lista de premios y nominaciones                 | Lista de premios y nominaciones | Lista de premios y nominaciones | Lista de premios y nominaciones | Lista de premios y nominaciones |
| Año                             | Organización                                    | Categoría                       | Nominado/a(s)                   | Resultado                       | Ref(s)                          |
| ------------------------------- | ----------------------------------------------- | ------------------------------- | ------------------------------- | ------------------------------- | ------------------------------- |
| 2021                            | Festival Internacional de Cine de Venecia       | Premio jornada de autores       | Piedra noche                    | Nominado                        | [ 13 ]                          |
| 2021                            | Festival Internacional de Cine de San Sebastián | Premio horizontes latinos       | Piedra noche                    | Nominado                        | [ 14 ]                          |
| 2021                            | Festival de Cine Latinoamericano de Biarritz    | Premio abrazo a la ficción      | Piedra noche                    | Nominado                        | [ 15 ]                          |
| 2021                            | Festival Internacional de Cine de Mar del Plata | Competencia latinoamericana     | Piedra noche                    | Participación                   | [ 16 ]                          |
| 2022                            | Festival de Cine de Lima                        | Mejor película                  | Piedra noche                    | Ganador                         | [ 17 ]                          |